# Charles Hefferon
Charles Augustus Hefferon (Newbury, Berkshire, Anglaterra, 25 de gener de 1878 – Brampton, Ontario, 13 de maig de 1932) va ser un atleta anglès de naixement, però que representà a Sud-àfrica als Jocs Olímpics de Londres, el 1908.
Hefferon nasqué a Berkshire, Anglaterra, però es traslladà amb la seva família al Canadà i va créixer prop Brandon, Manitoba. Posteriorment s'establí a Sud-àfrica, on lluità en la Segona Guerra Bòer.
El 1908 va prendre part en els Jocs Olímpics de Londres, tot representant Sud-àfrica. Disputà dues proves del programa d'atletisme, la marató, en què guanyà la medalla de plata després de la desqualificació del vencedor inicial, Dorando Pietri. Hefferon va liderar la cursa fins a la darrera milla i mitja, quan fou superat per Pietri, desqualificat per fer trampes, i Johnny Hayes, vencedor final. L'altra prova que disputà fou la de les 5 milles, on fou quart.
El 1909 guanyà el campionat de Sud-àfrica de 4 i 10 milles i posteriorment passà al professionalisme i es traslladà a Anglaterra. Allà guanyà els campionats de 4 i 10 milles de 1910. El 1912 se'n tornà al Canadà, per establir-se prop de Simcoe, Ontario. Durant la Primera Guerra Mundial serví al cos dels Royal Canadian Dragoons. En acabar aquesta, passà a exercir tasques de policia, primer a Dunnville i després a la provincial d'Ontario.
Morí a Brampton el 1932, quan fou colpejat per un motorista mentre estava treballant.